# Wihr-au-Val
Wihr-au-Val település Franciaországban, Haut-Rhin megyében. Lakosainak száma 1208 fő (2022. január 1.). Wihr-au-Val Wintzenheim, Vœgtlinshoffen, Soultzbach-les-Bains, Griesbach-au-Val, Gunsbach, Orbey, Labaroche és Walbach községekkel határos.

## Népesség
A település népessége az elmúlt években az alábbi módon változott:
| Lakosok száma | 1270 | 1269 | 1305 | 1263 | 1253 | 1242 | 1231 | 1220 | 1208 |
|               | 2013 | 2015 | 2016 | 2017 | 2018 | 2019 | 2020 | 2021 | 2022 |